# Judíos comtadinos
Los judíos comtadinos (también conocidos como Juifs du Pape (o judíos del Papa), es el nombre dado a los miembros de una comunidad judía asentada desde la Edad Media en el Condado Venaissin, así como en otras áreas cercanas como Aviñón.
Los comtadinos desarrollaron su propio ritual, independiente al sefardí y al asquenazí, así como su propia lengua, llamada judeo-provençal o shuadit. También se caracterizaron por celebrar matrimonios totalmente endogámicos.

## Historia
La presencia judía en la zona se remonta a la época romana, con comunidades judías activas. Es probable sin embargo que dichas comunidades no sólo se compusieran de judíos exiliados en la zona, sino también de galo-romanos convertidos al judaísmo.
Desde 1274 hasta 1791 la región estuvo bajo control papal, convirtiéndose así en Estados Pontificios y ofreciendo relativa tolerancia a los habitantes judíos en comparación a otras zonas europeas. 
Después de la Revolución francesa, la mayoría de los judíos del Condado Venaissin y Aviñón se reasentaron en otras ciudades francesas, principalmente Nimes y París.
En Carpentras se localiza la sinagoga más antigua de Francia, que data aproximadamente de 1367  Archivado el 5 de noviembre de 2011 en Wayback Machine..

## Apellidos
La mayoría de la genealogía comtadina está compuesta por apellidos toponímicos (por ejemplo: Monteux, Crémieux, Carcassonne, Alphandéry, Cavaillon y Milhaud).

## Comtadinos célebres
- Adolphe Crémieux, abogado, estadista y Ministro de Justicia de Francia.
- Alfred Naquet, químico y político francés, miembro de la Alianza Internacional de la Democracia Socialista, fundada por Bakunin.
- Aaron Messiah, arquitecto belga.
- Armand Lunel, escritor y libretista francés, último hablante nativo de shuadit.
- Darius Paul Dassault (nacido Darius Paul Bloch), general francés que participó en la Resistencia francesa.
- Darius Milhaud, compositor de música clásica.
- Edmond Alphandéry, político francés, Ministro de Economía durante el gobierno de Édouard Balladur.
- Éliane Amado Levy-Valensi, psicóloga, psicoanalista y filósofa franco-israelí.
- Georges-Fernand Widal, médico francés.
- Hector-Jonathan Crémieux, guionista y libretista.
- Isaiah Vidal, académico y escritor, cocompositor de Seder ha-Kontres.
- José de Bérys (pseudónimo de Joseph Bloch), escritor.
- Marc Bloch, historiador e intelectual. Fundador de la Escuela de los Annales.
- Marcel Dassault (nacido como Marcel Bloch), ingeniero, político y magnate aéreo.
- Mordecai Venture, académico y escritor, cocompositor de Seder ha-Kontres.
- Pierre Monteux, director de orquesta.
- Pierre Vidal-Naquet, historiador e intelectual.
- René Cassin, jurista y juez francés, redactor principal de la Declaración Universal de los Derechos Humanos, y galardonado en 1968 con el Premio Nobel de la Paz